# Забельское (Ивановская область)
Забельское — деревня в Вичугском районе Ивановской области. Входит в состав Сошниковского сельского поселения.

## География
Находится в северо-восточной части Ивановской области на расстоянии приблизительно 7 км на юго-восток по прямой от районного центра города Вичуга.

## История
Деревня уже появилась на карте 1840 года. В 1872 году здесь (тогда Юрьевецкий уезд Костромской губернии) было учтено 47 дворов, в 1907 году — 75.

## Население
Постоянное население составляло 346 человек (1872 год), 279 (1897), 475 (1907), 67 в 2002 году (русские 99 %), 38 в 2010.